# Giochiamo ancora
Giochiamo ancora è il secondo libro del calciatore italiano Alessandro Del Piero. Pubblicato il 24 aprile 2012 da Mondadori, il libro è un'autobiografia scritta a quattro mani con Maurizio Crosetti.
Nei primi due mesi dalla pubblicazione ha raggiunto le 140.000 copie vendute.

## Trama
Dalla sua giovinezza nel piccolo centro di San Vendemiano, Treviso, alla fama internazionale come calciatore Del Piero racconta nel libro la sua vita e spiega il significato dei dieci valori e punti di riferimento che l'hanno sempre guidato: talento, passione, amicizia, resistenza, lealtà, bellezza, spirito di squadra, sacrificio, stile e sfida.

## Edizioni
- Alessandro Del Piero, Maurizio Crosetti, Giochiamo ancora, Mondadori, 2012.